# Coudehard
Coudehard ([kud(ə)aʁ] ) ist eine französische Gemeinde mit 78 Einwohnern (Stand: 1. Januar 2022) im Département Orne in der Region Normandie (vor 2016 Basse-Normandie). Sie gehört zum Arrondissement Argentan und ist Mitglied im Gemeindeverband Terres d’Argentan Interco. Die Einwohner werden Coudehardais und Coudehardaises genannt.

## Geografie

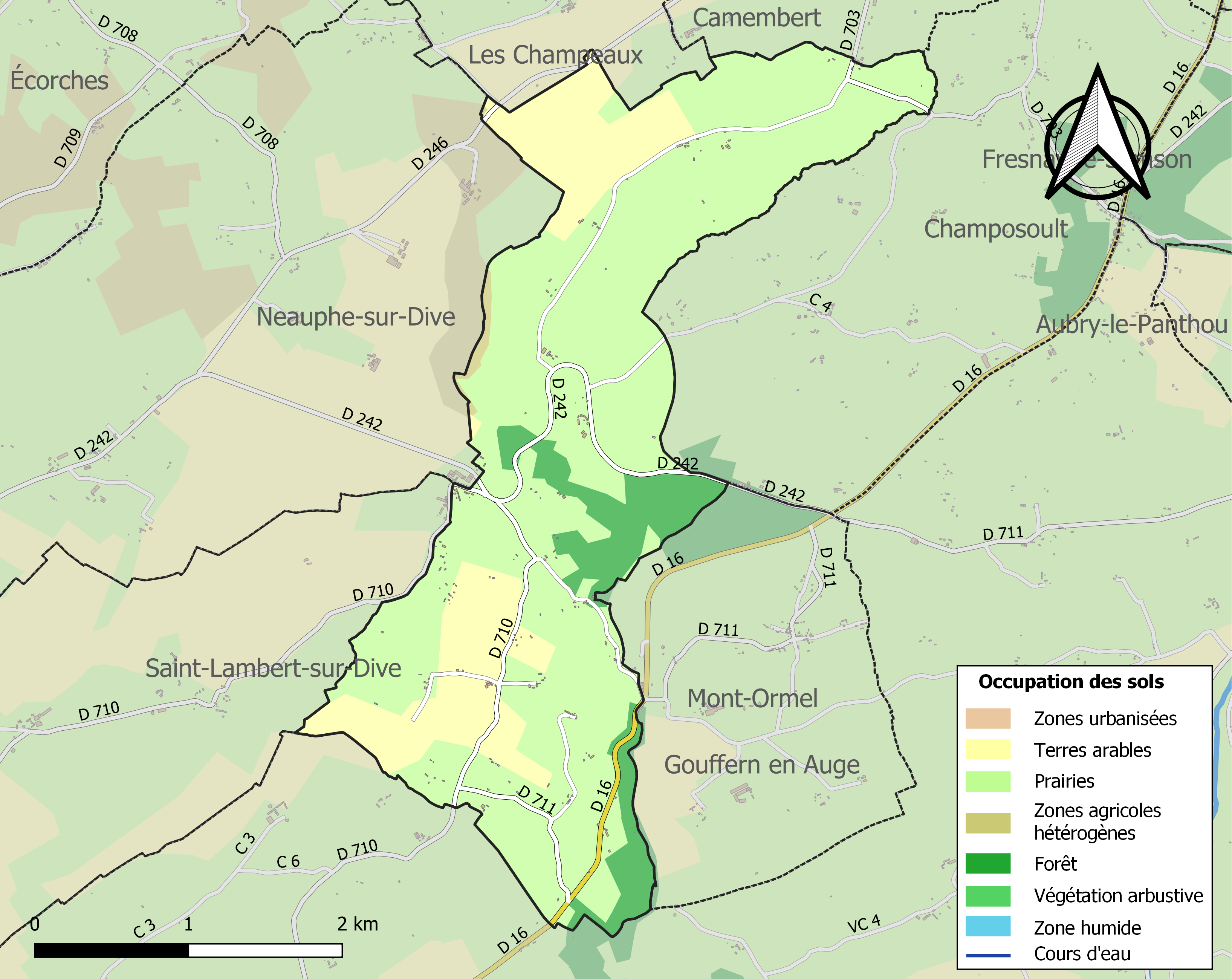
Bodennutzung und Infrastruktur der Gemeinde (2018)

Coudehard liegt im Süden der Région naturelle Pays d’Auge, etwa 16 Kilometer nordöstlich von Argentan und etwa 46 Kilometer nordnordöstlich von Alençon. Die Gemeinde hat kein ausgesprochenes Zentrum. Das Bürgermeisteramt befindet sich im Weiler Sorel im flächenmäßigen Zentrum des Gemeindegebiets, das neben verschieden kleineren Bächen vom Ruisseau des Costillets entwässert wird, der hier entspringt und in nördlicher Richtung abschnittsweise die Gemeinde im Nordosten begrenzt. Der Standort des Bürgermeisteramts liegt am Hang der beginnenden Schichtstufenlandschaft des Pays d’Auge auf einer Höhe von etwa 155 m. Diese überzieht das nördliche und östliche Gemeindegebiet und erreicht in Goudehard eine maximale Höhe von 265 m. Nach Südwesten hin ist das Gelände flacher und fällt bis auf 112 m ab.
Teile des Gebiets von Coudehard gehören zur ZNIEFF-Naturzone „Cuesta du Pays d’Auge“ (250008490). Rund 90 % der Fläche der Gemeinde werden landwirtschaftlich genutzt, rund 10 % sind bewaldet, insbesondere im Osten und Südosten (Stand: 2018).
Umgeben wird Coudehard von den Nachbargemeinden Les Champeaux im Norden, Camembert im Norden und Nordosten, Champosoult im Osten und Nordosten, Mont-Ormel im Osten und Südosten, Gouffern en Auge im Süden, Saint-Lambert-sur-Dive im Westen und Südwesten sowie Neauphe-sur-Dive im Westen und Nordwesten.

## Geschichte
1821 wurde die bis dahin selbstständige Gemeinde Saint-Léger eingegliedert.

## Bevölkerungsentwicklung
| Coudehard: Einwohnerzahlen von 1793 bis 2020                                                                               | Coudehard: Einwohnerzahlen von 1793 bis 2020 | Coudehard: Einwohnerzahlen von 1793 bis 2020 | Coudehard: Einwohnerzahlen von 1793 bis 2020 | Coudehard: Einwohnerzahlen von 1793 bis 2020 |
| --- | -------------------------------------------- | -------------------------------------------- | -------------------------------------------- | -------------------------------------------- |
| Jahr |                                              |                                              |                                              | Einwohner                                    |
| 1793 | 1793                                         |                                              | 317                                          | 317                                          |
| 1800 | 1800                                         |                                              | 310                                          | 310                                          |
| 1806 | 1806                                         |                                              | 347                                          | 347                                          |
| 1821 | 1821                                         |                                              | 320                                          | 320                                          |
| 1836 | 1836                                         |                                              | 306                                          | 306                                          |
| 1841 | 1841                                         |                                              | 311                                          | 311                                          |
| 1846 | 1846                                         |                                              | 304                                          | 304                                          |
| 1851 | 1851                                         |                                              | 258                                          | 258                                          |
| 1856 | 1856                                         |                                              | 227                                          | 227                                          |
| 1861 | 1861                                         |                                              | 220                                          | 220                                          |
| 1866 | 1866                                         |                                              | 213                                          | 213                                          |
| 1872 | 1872                                         |                                              | 199                                          | 199                                          |
| 1876 | 1876                                         |                                              | 204                                          | 204                                          |
| 1881 | 1881                                         |                                              | 196                                          | 196                                          |
| 1886 | 1886                                         |                                              | 183                                          | 183                                          |
| 1891 | 1891                                         |                                              | 195                                          | 195                                          |
| 1896 | 1896                                         |                                              | 179                                          | 179                                          |
| 1901 | 1901                                         |                                              | 158                                          | 158                                          |
| 1906 | 1906                                         |                                              | 183                                          | 183                                          |
| 1911 | 1911                                         |                                              | 177                                          | 177                                          |
| 1921 | 1921                                         |                                              | 138                                          | 138                                          |
| 1926 | 1926                                         |                                              | 161                                          | 161                                          |
| 1931 | 1931                                         |                                              | 173                                          | 173                                          |
| 1936 | 1936                                         |                                              | 138                                          | 138                                          |
| 1946 | 1946                                         |                                              | 135                                          | 135                                          |
| 1954 | 1954                                         |                                              | 135                                          | 135                                          |
| 1962 | 1962                                         |                                              | 159                                          | 159                                          |
| 1968 | 1968                                         |                                              | 116                                          | 116                                          |
| 1975 | 1975                                         |                                              | 107                                          | 107                                          |
| 1982 | 1982                                         |                                              | 87                                           | 87                                           |
| 1990 | 1990                                         |                                              | 88                                           | 88                                           |
| 1999 | 1999                                         |                                              | 76                                           | 76                                           |
| 2006 | 2006                                         |                                              | 83                                           | 83                                           |
| 2013 | 2013                                         |                                              | 88                                           | 88                                           |
| 2020 | 2020                                         |                                              | 76                                           | 76                                           |
| Quelle(n): EHESS/Cassini bis 1999, INSEE ab 2006 Anmerkung(en): Ab 1962 offizielle Zahlen ohne Einwohner mit Zweitwohnsitz |                                              |                                              |                                              |                                              |

## Sehenswürdigkeiten
- Pfarrkirche Saint-Pierre-et-Saint-Paul aus dem 17. Jahrhundert
- Herrenhaus Boisjos mit Kapelle aus dem 16. Jahrhundert
- Mahnmal von Coudehard-Mont-Ormel zur Erinnerung an die letzte Schlacht bei der Rückeroberung der Normandie, insbesondere an die Kämpfe um den Kessel von Falaise, 1994 eröffnet

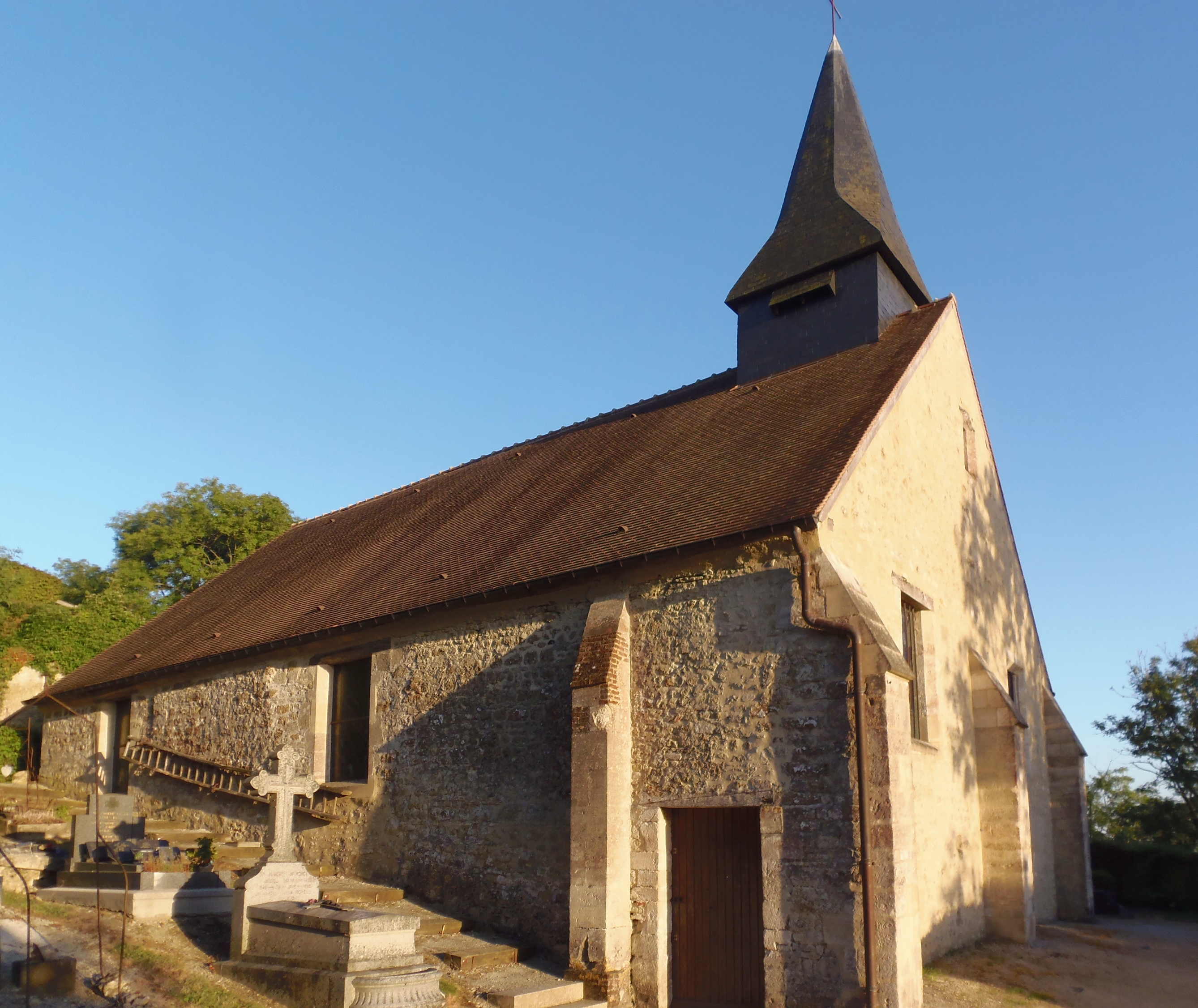
Pfarrkirche Saint-Pierre-et-Saint-Paul
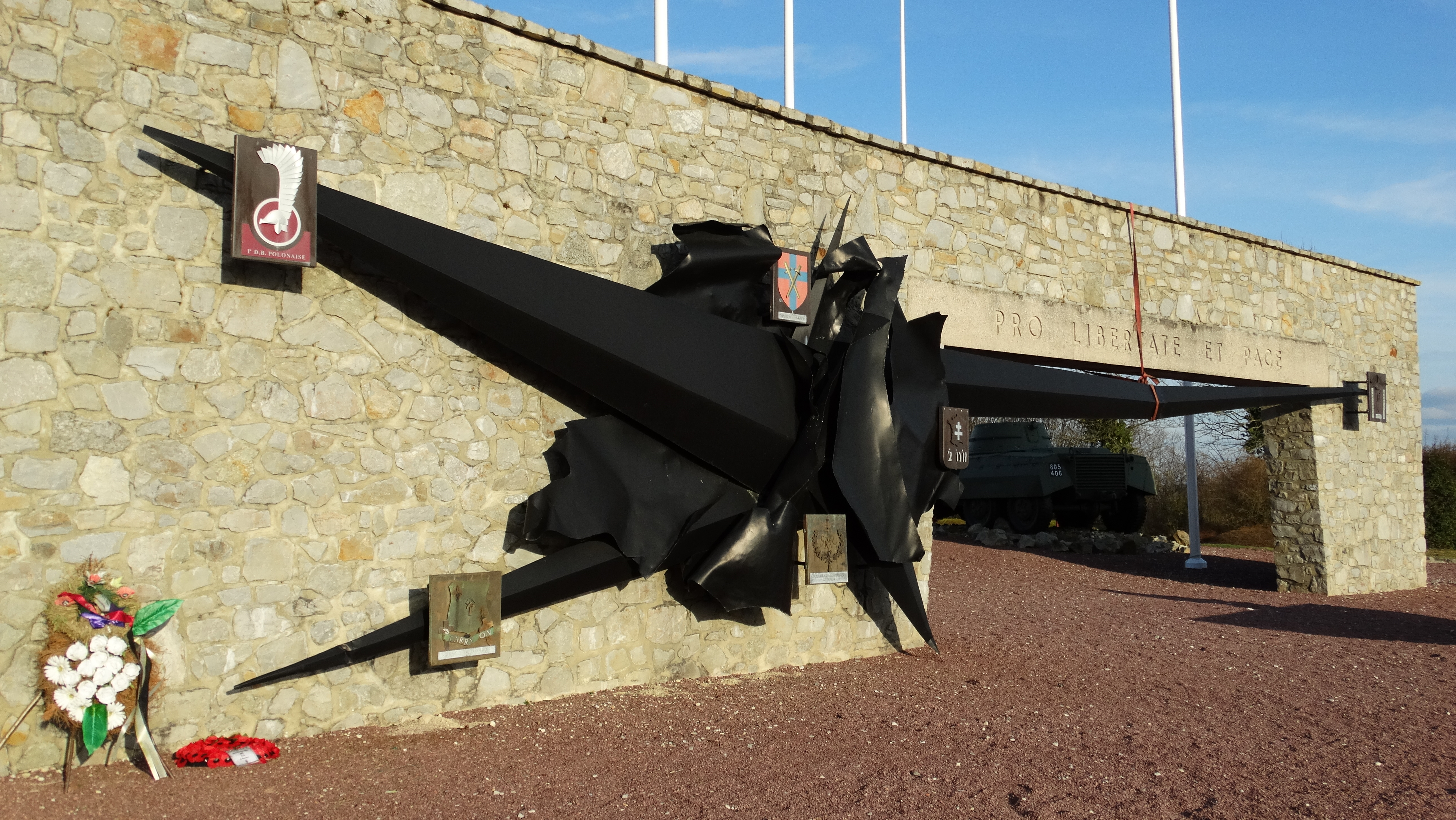
Mahnmal von Coudehard-Mont-Ormel

## Verkehr
Coudehard liegt abseits größerer Verkehrsachsen. Die Departementsstraße D 16 führt nach Südwesten zu Chambois, einem Ortsteil von Gouffern en Auge, und nach Vimoutiers über Champosoult im Nordosten. Nachgeordnete Departementsstraßen und lokale Landstraßen verbinden die Weiler der Gemeinde und die Nachbargemeinden.